# Mesh (analiza sitowa)
Mesh (w Polsce czasem spotykane jako mesz) - termin używany w analizie sitowej, określający liczbę oczek siatki przypadających na cal bieżący sita. W analizie sitowej oprócz parametru mesh, ważne jest również określenie grubości drutu, z którego wykonana jest siatka.
Często jednostka mesh jest używana do określania wielkości ziarna materiałów sypkich. (por. nadziarno, podziarno)
Często jednostka mesh jest używana do określania wielkości ziarna piasku, który może przejść przez dany filtr wodny, np. 155 mesh